# Чайников, Григорий Леонтьевич
Григорий Леонтьевич Чайников (28 ноября 1960 года, Грахово, РСФСР, СССР — 7 сентября 2008 года, Москва, Россия) — российский художник, член-корреспондент Российской академии художеств (2001).

## Биография
Родился 28 ноября 1960 года в с. Грахово Удмуртской АССР, жил и работал в Москве.
В 1987 году — окончил Московский художественный институт имени В. И. Сурикова, мастерская В. Г. Цыплакова.
С 1998 года — член Союза художников России.
В 2001 году — избран членом-корреспондентом Российской академии художеств.
Григорий Леонтьевич Чайников умер 7 сентября 2008 года в Москве от заболевания лёгких.

## Творческая деятельность
Избранные работы: «Странник» (1983), «Моя бабушка» (1986), «Елена» (1987), «Дом у дороги» (1989), «Запоздалая весна», «Портрет бригадира Клима», «Автопортрет» (все — 1990), «В старом сарае» (1991), «Здравствуй, бабушка» (1992), «В послушании. Портрет» (1995), «Казак. Портрет» (1996), «Баня по-чёрному», «Портрет девочки с ведром» (обе — 1997), «Саксофонист Шурик» (1998), «Портрет конюха Фёдора», «У своего сарая» (обе — 2000), «Васькины думы» (2004).

## Награды
- Заслуженный деятель искусств Удмуртской Республики (2000)